# Shittlehope
Shittlehope – osada w Anglii, w hrabstwie Durham. Leży 28 km na zachód od miasta Durham i 380 km na północ od Londynu.